# فيكرام مالهوترا
فيكرام مالهوترا (بالإنجليزية: Vikram Malhotra) هو لاعب إسكواش هندي، ولد في 16 نوفمبر 1989 في مومباي في الهند.

## وصلات خارجية
- فيكرام مالهوترا على موقع الاتحاد الدولي لمحترفي الاسكواش (مؤرشف) (الإنجليزية)
- فيكرام مالهوترا على موقع SquashInfo.com (الإنجليزية)